# Cephalocyclus hogei
Cephalocyclus hogei är en skalbaggsart som beskrevs av Bates 1887. Cephalocyclus hogei ingår i släktet Cephalocyclus och familjen Aphodiidae. Inga underarter finns listade.